# ダヤナ・ボシュコヴィッチ
ダヤナ・ボシュコビッチ（ボスニア語: Дајана Бошковић、ラテン文字転写: Dajana Bošković、1994年4月11日 - ）は、ボスニア・ヘルツェゴビナの女子バレーボール選手。ポジションはオポジット。ボスニア・ヘルツェゴビナ代表。

## 来歴
ボスニア・ヘルツェゴビナのBileća出身。セルビア代表のエースティヤナ・ボシュコビッチは実妹である。

### クラブチーム
2011年、セルビアリーグのDinamo Pančevoへ入団し、バレーボール選手としてのキャリアをスタートさせる。2012/13シーズンはOK Vizuraで妹のティヤナとともにプレーし、リーグ3位となった。2013年、アメリカ合衆国のテキサス大学サンアントニオ校に進学。卒業後の2017/18シーズンはポーランドリーグのEnea PTPS Piłaでプレーした。その後は活躍の場をトルコリーグに移し、2018/19シーズンはサリエル・ベレディイェスポルでプレーした。2019年、クゼイボルへ移籍し2年間プレーした。2021/22シーズンはセルビアリーグのCrvena Zvezdaでプレーし、リーグ優勝とセルビアカップで優勝した。2022/23シーズンは中国・スーパーリーグの深圳に移籍した。

### 代表チーム
ボスニア・ヘルツェゴビナ代表として2021年のヨーロッパシルバーリーグで優勝した。同年9月の欧州選手権に出場し、初戦のセルビア代表との試合では姉妹対決が実現した。2022年、ヨーロッパゴールデンリーグに出場した。

## 球歴
- 欧州選手権 - 2019年、2021年

## 受賞歴
- 2021年 ヨーロッパシルバーリーグ ベストスコアラー賞
- 2022年 セルビアカップ ベストオポジット賞

## 所属クラブ
- Dinamo Pančevo（2011-2012年）
- OK Vizura（2012-2013年）
- テキサス大学サンアントニオ校（2013-2017年）
- Enea PTPS Piła（2017-2018年）
- サリエル・ベレディイェスポル（2018-2019年）
- クゼイボル（2019-2021年）
- OKレッドスター・ベオグラード（2021-2022年）
- 深圳（2022年）
- CSMヴォレイ・アルバ・ブラジ（2023年）
- Energa MKS Kalisz（2023年-）